# Герріт Рітвельд
Герріт Рітвельд (нід. Gerrit Thomas Rietveld, МФА: [ˈɣɛrɪt ˈtoːmɑs ˈritfɛlt]; * 24 червня 1888, Утрехт — 25 червня 1964, там же) — нідерландський дизайнер меблів і архітектор, учасник художньої групи «Стиль». Рітвельд був одним з творцців стилю неопластицизм. Майже все своє життя він прожив у рідному Утрехті.

## З життя і творчості
Рітвельд з дитинства працював у майстерні свого батька-тесляра. У 1904 році він поступив креслярем до утрехтського ювеліра Бегеера, у якого працював 9 років. Паралельно він відвідував вечірні курси під керівництвом архітектора Клаархамера. У 1917 році Рітвельд відкрив власну меблеву майстерню.
На погляди Рітвельда серйозний вплив мали Чарльз Макінтош і Френк Ллойд Райт. У 1918 році Рітвельда знайомиться з Тео ван Дусбургом, Пітом Мондріаном та іншими молодими художниками, які всі разом стануть відомі як група «Стиль» (нід. De Stijl). Їх стиль, який дістав назву неопластицизму, виявився близьким до поглядів Рітвельда: вони використовували прості конструкції з горизонтальних і вертикальних елементів і мінімальну палітру кольорів — «основні» червоний, синій і жовтий з додаванням чорного та білого. У тому ж році Рітвельд створив один з найвідоміших своїх творів — червоно-синій стілець. Для створення стільця він використовував прямі дошки та рейки таким чином, що тривимірний об'єкт візуально розкладався на прості геометричні форми, і два з трьох «основних» кольорів . Пізніше стілець експонувався на виставці Баухаус а. 
Однією з перших архітектурних робіт Рітвельда став приватний будинок мешканки Утрехта Труус Шредер-Шредер (Truus Schröder-Schräder}. Дім продовжує розвиток неопластицизму: прямокутні форми, традиційна для творів «Стилю» палітра (білі і сірі стіни та вертикальні лінії, виконані в основних кольорах). Вілла була побудована згідно з 16-ма пунктами «пластичної архітектури» Ван Дусбурга: вона була «елементарною, економічною та функціональною; немонументальною і динамічною; антикубістічною за формою і антидекоративною за кольором». Радикалізм Рітвельда проявився в плануванні другого поверху: за винятком ванної і туалету на другому поверсі були відсутні внутрішні перегородки. Внутрішня обробка була виконана в тих же кольорах, що й зовнішні стіни. Будинок Шредер був побудований в житловому районі і разюче відрізнявся від решти стандартних житлових будинків, що його оточували. Шредер оселилася в будинку з трьома дітьми (вона була вдовою) і жила в ньому до своєї смерті в 1985 році. Від 2000 року Будинок Шредер входить до числа об'єктів Світової спадщини ЮНЕСКО від Нідерландів.
У 1928 році Рітвельд став одним із 28 засновників Міжнародного конгресу сучасної архітектури (фр. Congres Internationaux d'Architecture Moderne, CIAM) Ле Корбюзьє. 1930-і роки були менш продуктивними для Рітвельда. Одним з відомих творінь архітектора того часу став стілець «Зигзаг», що складався з 4-х площин, з'єднаних з одною під різними кутами (1932—34). 
Після ІІ Світової війни Рітвельд викладав в Роттердамі, а потім у Гаазі. У 1951 році в Амстердамі відбулася велика ретроспективна виставка «Стилю».
У 1954 році Рітвельд оформив нідерландський павільйон на Венеційському бієнале, потім реалізував декілька проєктів безпосередньо в Нідерландах. У 1963 році Герріта Рітвельда обрали почесним членом Союзу архітекторів Нідерландів, а в наступному році архітектор отримав почесний докторський ступінь в Делфтському технічному університеті. У тому ж році Рітвельд помер. Останнім його великим проєктом став музей Ван Гога. Будівництво будівлі в 1973 році завершили його партнери з архітектурної студії ван Діллен і ван Тріхт.

## Увічнення пам'яті
Ім'я Рітвельда в 1968 році було присвоєно Нідерландській академії мистецтв і дизайну. Рітвельд спроєктував нову будівлю для Академії, яка була добудована вже після його смерті.

## Галерея

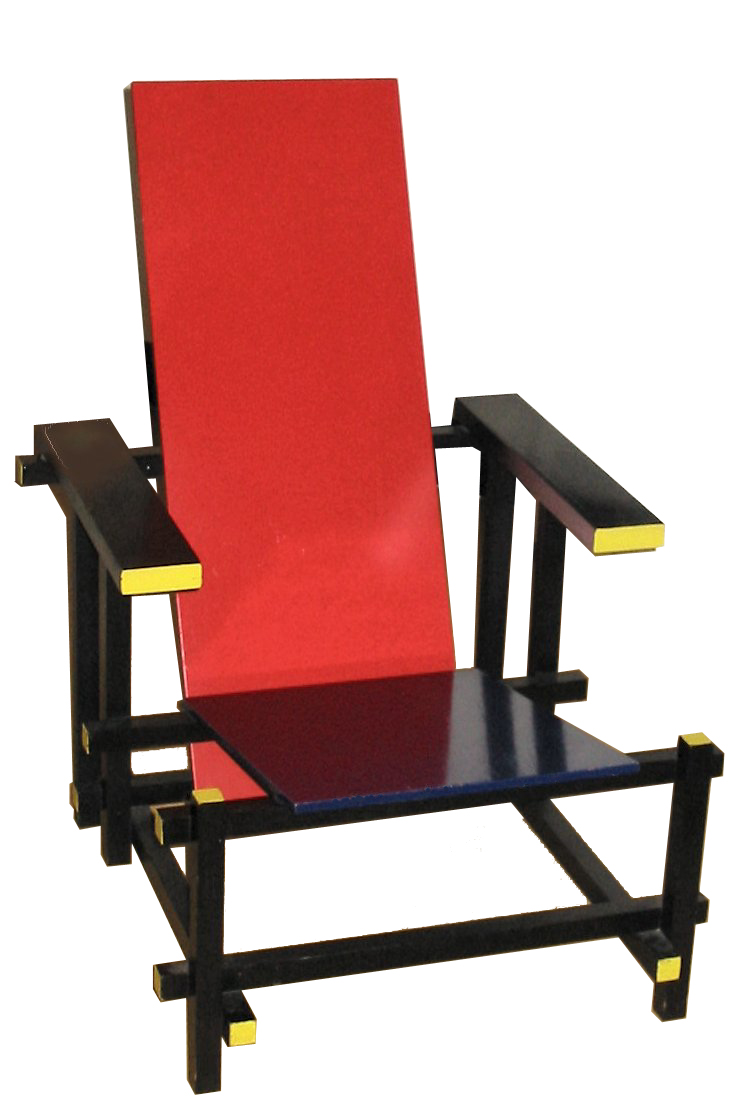
Червоно-синій стілець
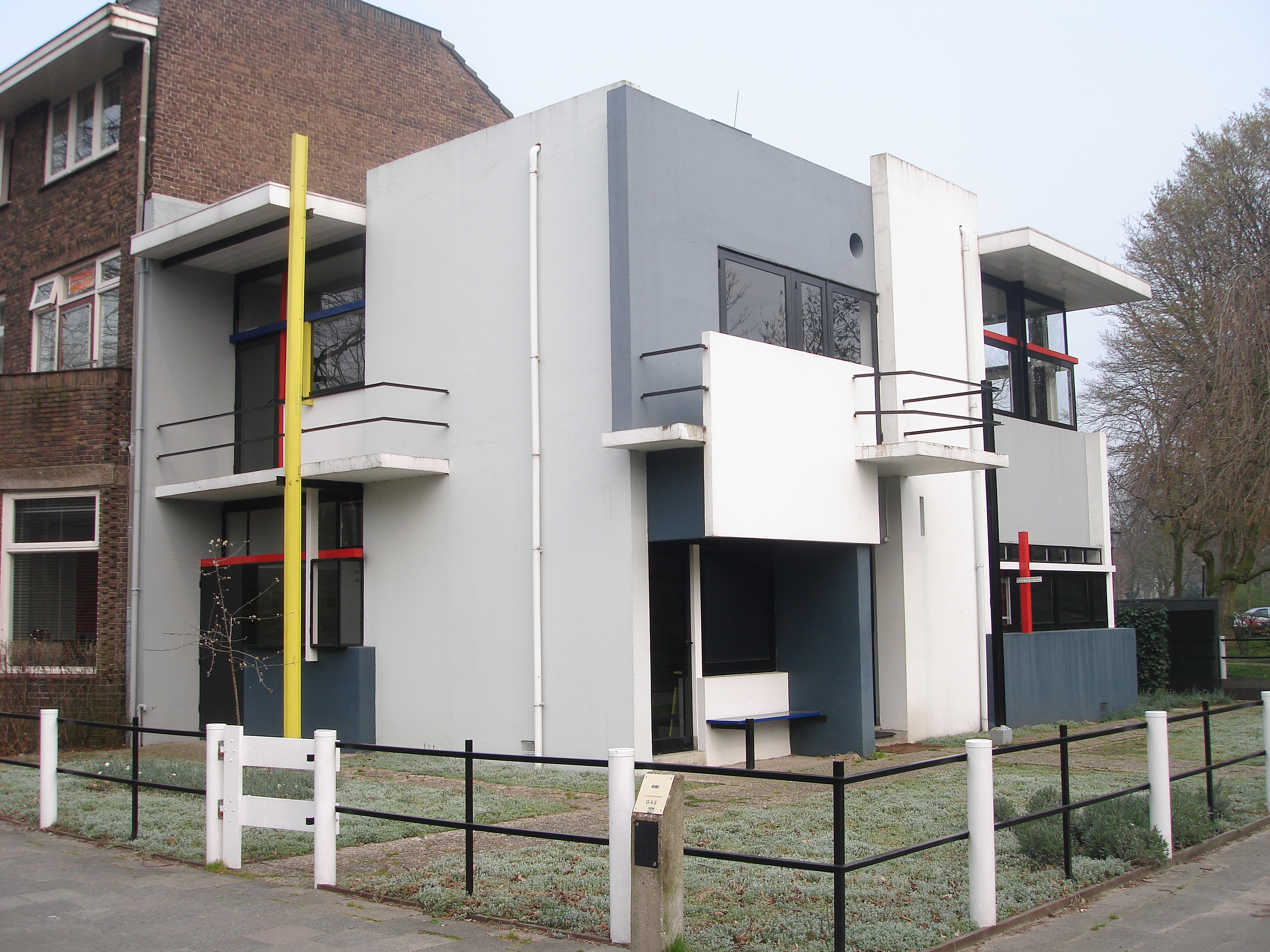
Будинок Шредер
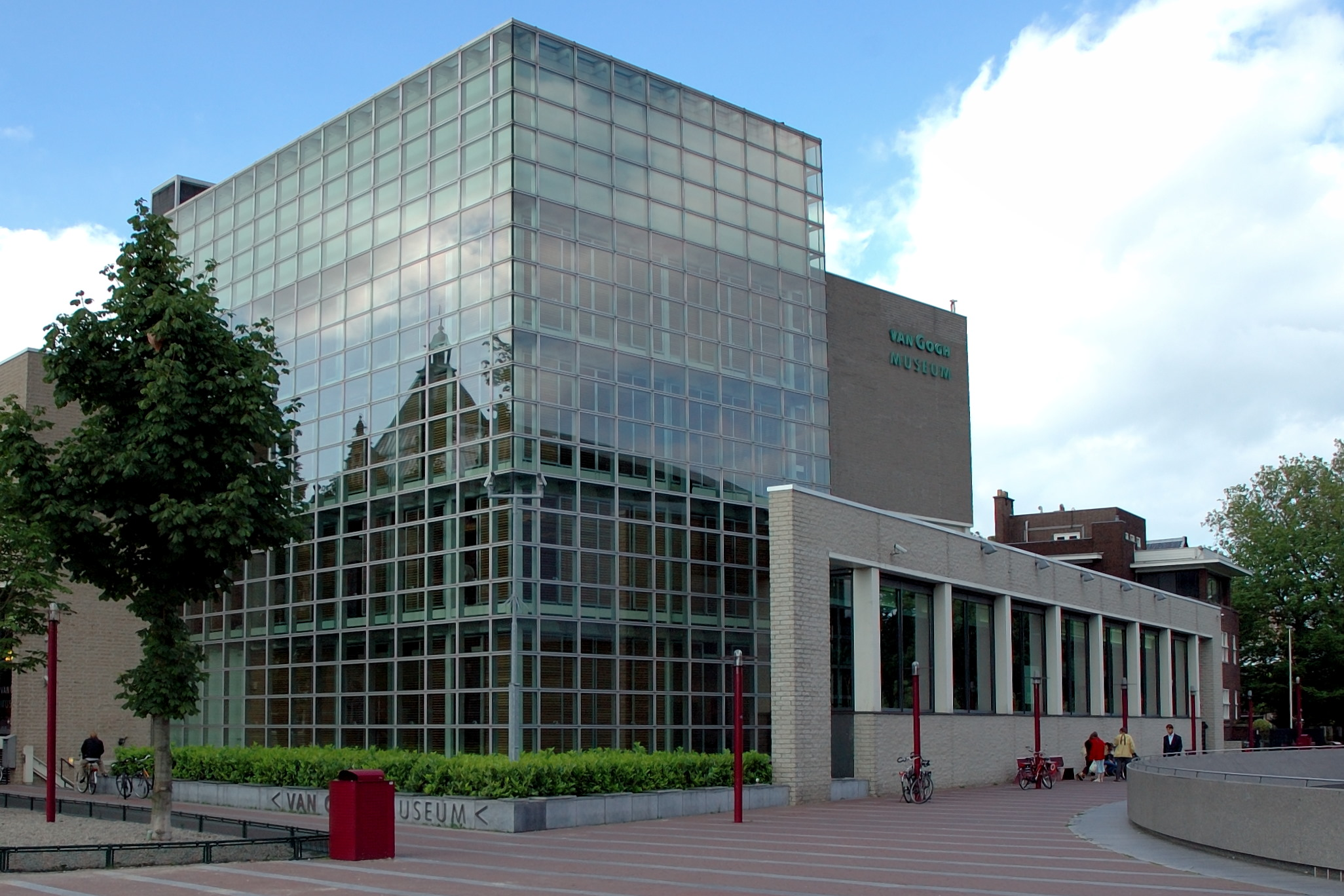
Музей Ван Гога
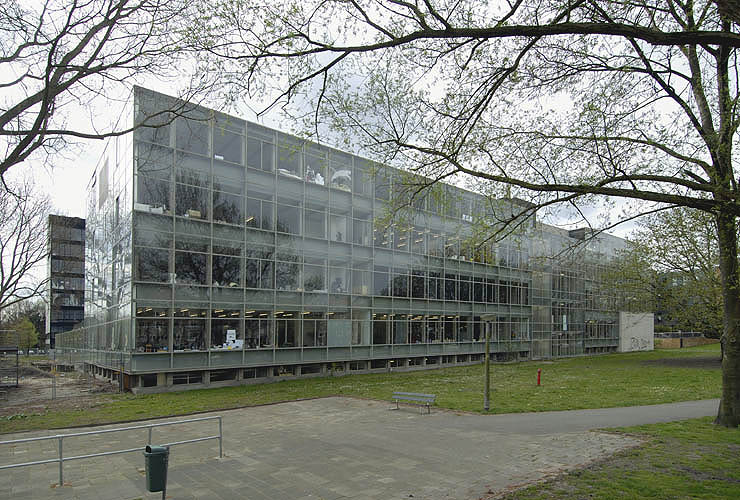
Академія Рітвельда